# Otto Liebing
Otto Liebing (Berlín, 31 de març de 1891 – 7 de desembre de 1967) va ser un remer alemany que va competir a començaments del segle xx.
El 1912 va prendre part en els Jocs Olímpics d'Estocolm, on guanyà la medalla de bronze en la competició del vuit amb timoner del programa de rem. Abans, el 1911 havia guanyat el campionat nacional de quatre amb timoner. i el mateix 1912 guanyà el campionat nacional de vuit amb timoner. Un cop finalitzada la Primera Guerra Mundial encara va tenir temps de guanyar el campionat nacional de dos amb timoner.